# Roman Szewczyk (historyk)
Roman Szewczyk (ur. 7 listopada 1915 w Radomiu, zm. 20 maja 1952 w Łodzi) – polski historyk dziejów gospodarczych, mediewista. 

## Życiorys
Absolwent historii i filologii romańskiej na KUL (1938). Uczestnik kampanii wrześniowej w 1939 roku. Do 1940 przebywał w obozie. W latach 1940–1943 pracownik w Zarządzie Miejskim w Lublinie. W latach 1944–1946 pracował w Archiwum Państwowym w Lublinie, 1945–1946 asystent na KUL, 1946–1947 adiunkt na UMCS. Doktorat w 1947. W latach 1948–1949 przebywał na stypendium we Francji na Sorbonie i College de France. Jednocześnie dyrektor Liceum Polskiego w Paryżu. Od 1949 roku związany z UŁ. Profesor Państwowej Wyższej Szkoły Pedagogicznej w Łodzi od 1950. Członek PPS i PZPR.

## Wybrane publikacje
- Z dziejów Majdanka, Lublin 1945.
- Mord na zamku lubelskim w dniu 22 lipca 1944, Warszawa: Państwowy Instytut Wydawniczy 1946.
- Ludność Lublina w latach 1583–1650, Lublin: nakładem Towarzystwa Naukowego KUL 1947.
- Pamiętniki Filipa de Comynes jako źródło historyczne, Lublin: Towarzystwo Naukowe KUL 1948.